# さあな
さあなは、日本の女優、歌手、ダンサー。
大阪府出身。身長:160cm、A型。

## 来歴
4歳からバレエを始め、15歳でOSK日本歌劇学校に入学。芸事全般を学ぶ。17歳でOSK日本歌劇団に入団しプロデビューする。「長靴をはいたネコ」他、様々な舞台・イベントに出演。
OSK日本歌劇団を退団後、劇団四季に所属する。「ライオンキング」「マンマミーア」に出演。
その後海外進出し、カナダに渡り、フリーで活動を開始する。ショーやミュージカル出演等で活躍し翌年に帰国する。
日本各地にてコンサートの開催やゲスト出演、講演活動など幅広く活動。メディアにも進出。ミュージカル「ひとひらの雪」では初の主演に抜擢される。2013年には、4日間で25万人が来場するヨーロッパ最大規模イベントJAPAN EXPOでオリジナル曲「ハグのうた」や日本舞踊などを披露。また、女優活動の他にフリーハグやボランティアなど幅広く活動している。「世界に愛と笑顔を広げる」をモットーにしたSmiling Worldを設立、運営している。

## 人物
趣味フリーハグ、ショッピング、散歩、カラオケ
特技お絵描き・工作、英会話
好きな言葉しあわせ
尊敬する人マザーテレサ

## 出演活動

### 舞台
- 上海夜想曲（近鉄劇場）
- 近鉄バファローズギャル（大阪ドーム）
- セロ弾きのゴーシュ（あやめ池円形大劇場）
- ミステリアス・エポカス（志摩スペイン村）
- オー☆マイ☆ピエロ!（あやめ池円形大劇場）
- 錦秋公演「乱舞」（京都南座）
- エルアモール・グランデ（近鉄劇場）
- 中村美律子特別公演（新歌舞伎座 （大阪））
- 長靴をはいたネコ（あやめ池円形大劇場）
- ライオンキング（JR東日本アートセンター四季劇場［春］）
- ライオンキング（福岡シティ劇場）
- ライオンキング（新名古屋ミュージカル劇場）
- マンマミーア!（電通四季劇場［海］）
- Peter Pan（Bell Performing Arts Center 2006年）
- ソロコンサート「愛に満たされる時間」（世界館 2007年）
- ソロリサイタル「Love Link〜愛を世界に広げよう〜」（きゅりあんホール）
- 北島三郎特別公演（梅田芸術劇場、御園座、博多座）
- スィート・ドロップス マコ役（姫路菓子博 2008年）
- ひとひらの雪 せん役（宝塚ソリオホール）
- スマイリングワールドショー（京都ホテルオークラ）
- ズボン船長 ジョジョの姉役（シアターBRAVA!2012年）
- JAPAN EXPO 歌・ダンス・日本舞踊（2013年）
- ソウル国際コンクール　セミファイナリスト（2013年）

### CF
- レイウェディング
- 関電SOS ホームアイ

### モデル
- 情報新聞「クレーる」（2007年）

### テレビ
- 二人のビッグショー美川憲一&川中美幸」
- 京の一品物語
- 日本史サスペンス劇場
- スマイリングチャンネル

など

### その他メディア
- フリーハグ活動取材
- つながるテレビ@ヒューマン（NHK 2007年）
- ニューススクランブル（読売テレビ 2007年）
- 1億人の大質問!?笑ってコラえて・街角インパクト人間を探せ!!（日本テレビ 2007年）
- 「フリーハグ特集」かんさいニュース1番（NHK 2008年）
- 「フリーハグ特集」おはよう日本!（NHK 2008年）

## CD
- Change（2008年）
- Japanjeanne（2013年）
- peace of mind（2015年）